# Sebastián de Morra

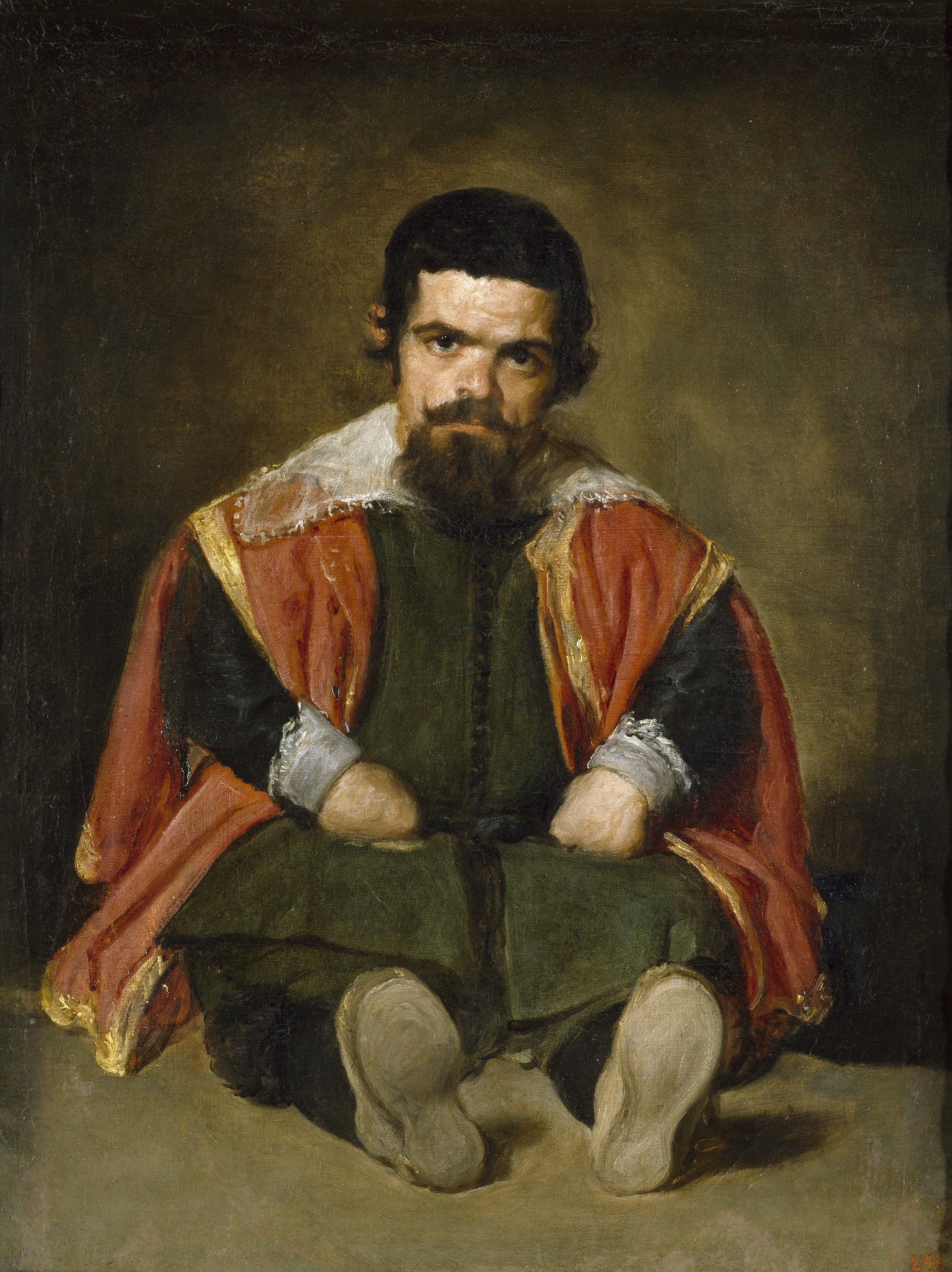
Diego Velázquez: Zwerg, auf dem Boden sitzend, vermutlich Don Sebastián de Morra (1645); Öl auf Leinwand, 106,5 × 81,5 cm; Prado, Madrid

Don Sebastián de Morra (17. Jahrhundert, genaue Lebensdaten unbekannt) war ein Hofzwerg und gehörte zur höfischen Entourage König Philipps IV. von Spanien. Er wurde von dem Hofmaler Diego Velázquez porträtiert und wird allgemein mit seinem Gemälde Zwerg, auf dem Boden sitzend im Prado identifiziert.

## Hintergrund
Am Hofe Philipps IV. hielt sich eine ganze Reihe von Hofnarren und Zwergen auf; berichtet wird, der zur Schwermut neigende Herrscher habe ohne diese Spaßmacher weder essen noch trinken können, wobei allerdings nicht alle Hofzwerge auch Narren waren. Velázquez hat mehrere von ihnen porträtiert, und obwohl er insbesondere die Narren teilweise in Verkleidung, in einer typischen Rolle oder während einer typischen Beschäftigung malte (den Zwerg Francisco Lescano stellte er z. B. mit Kartenspiel in den Händen dar), zeigen seine Zwergenporträts im Gegensatz zu den später als Callotti berühmt gewordenen grotesken Figuren Callots (Varie Figure Gobbi, Florenz 1616) „keinerlei karikaturhafte Züge und keinerlei Überbetonung des Burlesken“.

## Das Porträt von Velázquez

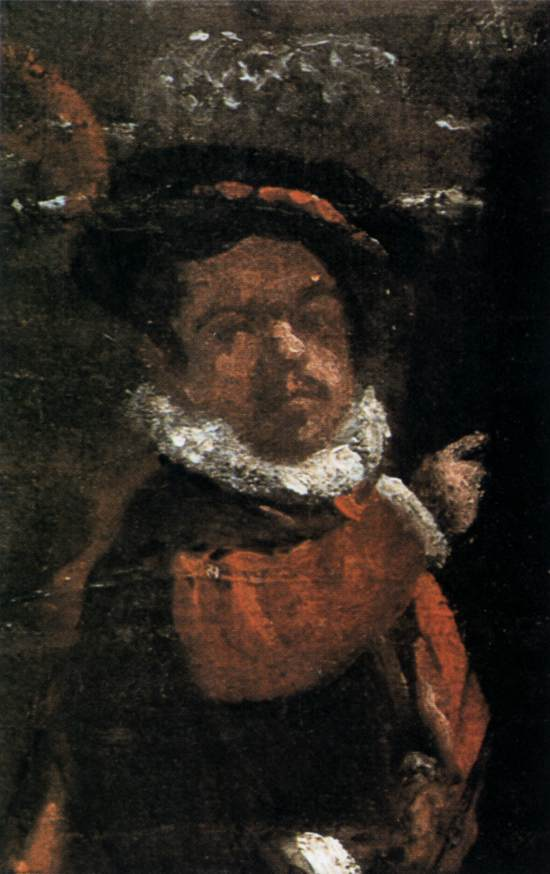
Diego Velázquez: Hofzwerg (wahrscheinlich Seb. de Morra), Detail aus Prinz Baltasar Carlos mit dem Conde-Ducque de Olivares in der Reitschule, 1636 (Sammlung des Duke of Westminster, London)

Der Körper des kleinen Mannes nimmt einen Großteil der Leinwand ein, Hintergrund und Raum bleiben unbestimmt. Der Kopf ist leicht zur Seite geneigt. Der Kleinwuchs des auf diesem Porträt Dargestellten entspricht medizinisch einer Achondroplasie mit mehr oder weniger normal proportioniertem Oberkörper, aber zu kurzen und teils deformierten Extremitäten. Die Sitzhaltung mit den vorgestreckten kurzen Beinen und den von unten sichtbaren nach oben zeigenden Fußsohlen erinnert an eine Puppe oder Marionette. Die Hände liegen als Fäuste auf dem Schoß. Der leuchtend rote, mit Gold besetzte Umhang über grünem Rock zeigt einen komplementären Farbkontrast, der zur Intensität des Gesamteindrucks beiträgt. und sich von der spanischen Hoftracht, auf anderen zeitgenössischen Porträts häufig rein schwarz oder zumindest dunkel, unterscheidet.

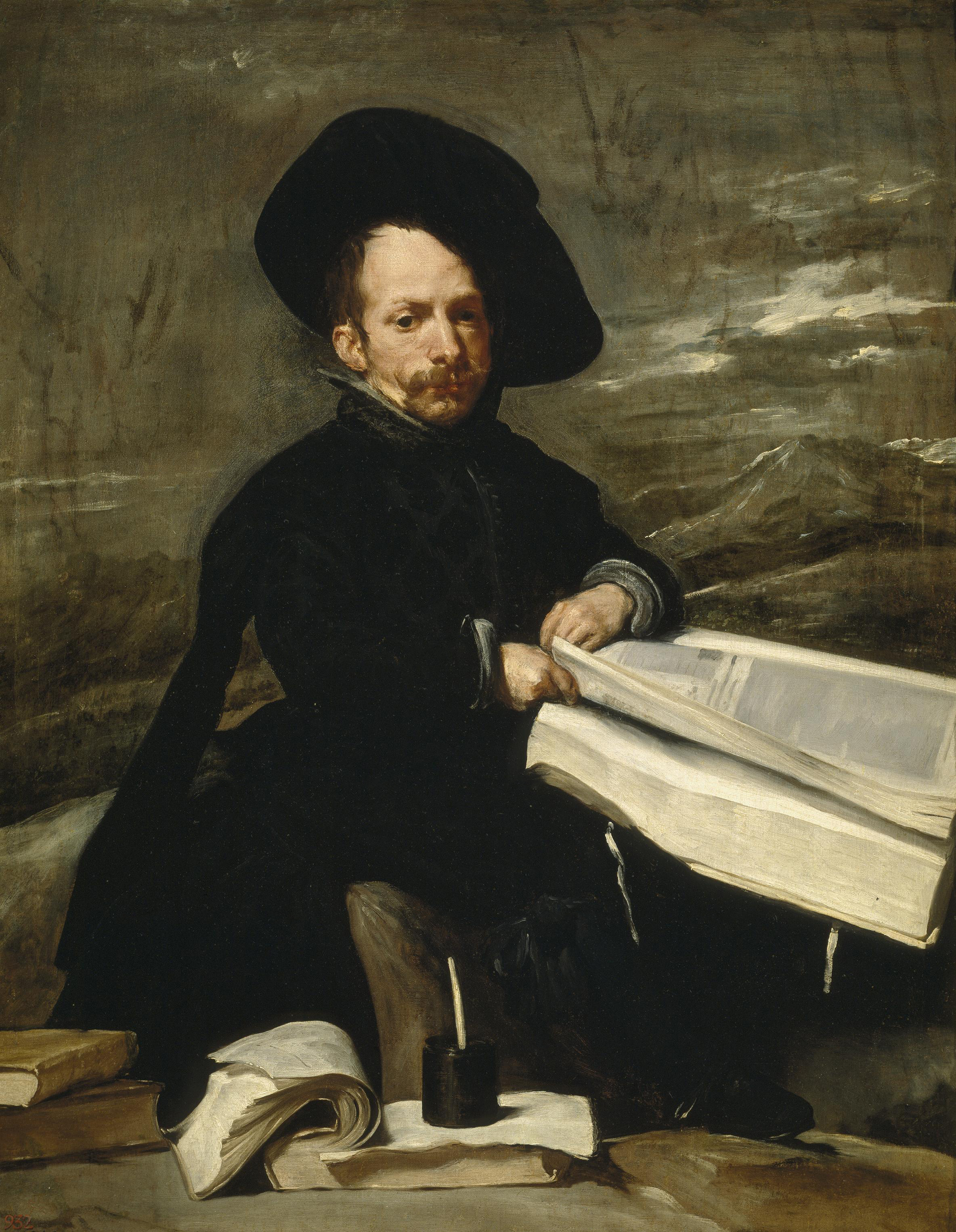
Diego Velázquez: Zwerg ein Buch auf den Knien haltend, 1644 (auch bekannt als: Don Diego de Acedo, gen. „el Primo“) (Museo del Prado, Madrid)

 Von dem hier besprochenen Gemälde existieren zwei Versionen: eine im Prado, und eine zweite in einer Privatsammlung, die vielleicht mit Werkstattbeteiligung angefertigt wurde und sich von der Pradoversion vor allem im Detail eines Kruges und eines angedeuteten Fensters am rechten Bildrand unterscheidet. Eine eindeutige Identifikation des Dargestellten ist nicht möglich, laut Inventaren des Marquis von Carpio, in dessen Besitz sich die zweite Version früher befand, handelt es sich stattdessen um einen anderen aus den Akten bekannten Hofzwerg: Diego de Acedo, gen. El Primo, der ebenfalls von Velázquez gemalt wurde, der jedoch traditionell mit einem anderen bekannten Gemälde identifiziert wird, auf dem ein Zwerg mit Büchern zu sehen ist. Diese Identifizierung stammt aus dem 19. Jahrhundert und gilt wie die des Sebastián de Morra als zweifelhaft. Der hier dargestellte Hofzwerg erscheint darüber hinaus auch auf Velázquez’ Gemälde Prinz Baltasar Carlos mit Conde Ducque de Olivares in der Reitschule von 1636 (Sammlung des Duke of Westminster, London).

## Rezeption

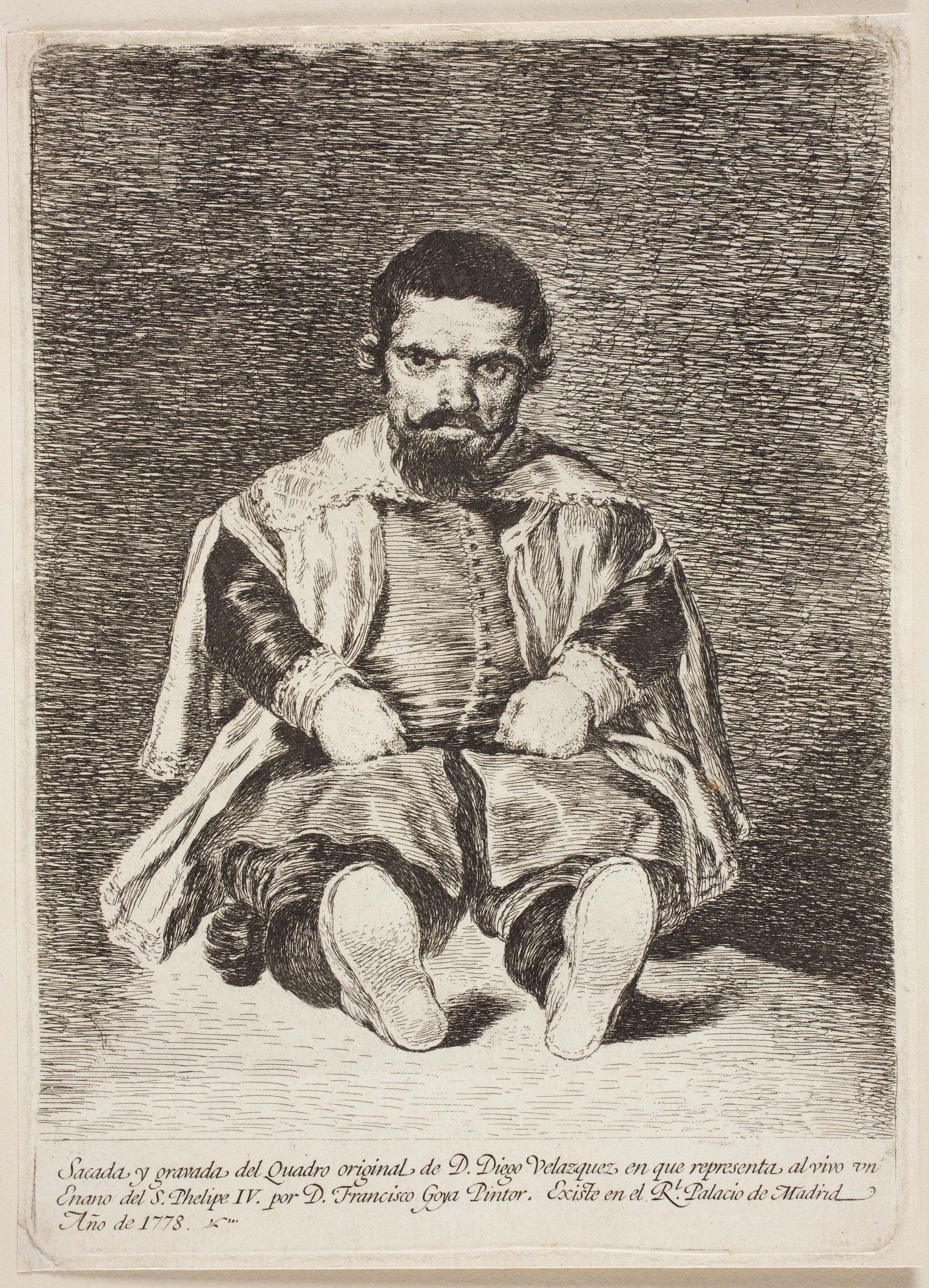
Francisco Goya: Ein Zwerg (vermutl. Sebastián de Morra). Radierung nach dem Gemälde von Velázquez (1778); 20,5 × 15,5 cm

Aus dem Jahre 1778 stammt eine Radierung von Francisco de Goya, die der Künstler nach dem Gemälde des Kollegen im Prado angefertigt hatte. Der Zwerg erscheint bei Goya mit einem veränderten Gesichtsausdruck: weniger ernst und konzentriert, stattdessen mit weit aufgerissenen Augen, die ins Nichts zu starren scheinen. Die bereits im Original vorhandene, von López-Rey erwähnte leicht 'reizbare' Note wurde durch Goya betont. Laut Ansicht eines Interpreten liefere Goyas Darstellung einen „Eindruck von der Dinglichkeit des Wesens“, und eine tiefere „Auseinandersetzung mit der menschlichen Problematik der missgestalteten Geschöpfe“. Die von Goya angebrachten Veränderungen im Ausdruck des kleinwüchsigen Mannes seien, so eine andere Interpretation, Ausdruck von „Goyas Interesse für die Grenzbereiche des menschlichen Daseins“ und rückten einige seiner 'Leitmotive', wie die „Narrheit“ und das „Abgründige“, ins Blickfeld.
Salvador Dalí zitierte im Jahre 1982 das Werk Velázquez’ in einer Serie von Bildern in unterschiedlichen Techniken. Ein Ölgemälde mit Collage zeigt den Hofzwerg vor dem Hintergrund des Escorial, der königlichen Residenz, mit Spiegeleiern auf dem Kopf, auf den Schultern und auf den Händen, es trägt den Titel: Hinter dem Fenster linker Hand, dort, wo ein Löffel hervorkommt, liegt Velázquez im Sterben.